# Bejeweled Twist
Bejeweled Twist est un jeu vidéo de puzzle développé et édité par PopCap Games, sorti en 2008 sur Windows, J2ME, navigateur, Nintendo DS, DSiWare et Symbian OS.

## Accueil
- GameSpot : 7/10 (DS)[1]
- Gamezebo : 3,5/5 (PC)[2]
- IGN : 7,4/10 (PC)[3]
- Pocket Gamer : 8/10 (DS)[4]